# The Opening of Misty Beethoven
The Opening of Misty Beethoven és una comèdia pornogràfica estatunidenca estrenada l'any 1976. Es va produir amb un pressupost relativament alt i es va rodar a ubicacions elaborades a París, Nova York i Roma amb una partitura musical, i deu molt al seu director Radley Metzger (dirigeix aquesta pel·lícula). com a "Henry Paris"). Segons l'autor Toni Bentley, The Opening of Misty Beethoven es considera la "joia de la corona". " de l'Edat d'Or del Porno (1969–1984).

## Argument
Una obra eròtica per a adults interpreta l'obra de George Bernard Shaw de 1913 Pigmalió, i la seva adaptació musical de 1956 My Fair Lady, la pel·lícula segueix un sexòleg que intenta transformar una prostituta poc qualificada en una deessa de la passió. La seva instrucció inclou seduir a un comerciant d'art gai (interpretat per l'actor porno gai Casey Donovan), donant plaer a tres homes alhora, pegging un home i conquestes sexuals similars. El personatge de Shaw de Henry Higgins es converteix aquí en el sexòleg Dr. Seymour Love, interpretat per Jamie Gillis. El personatge de Shaw Eliza Doolittle aquí es converteix en Dolores "Misty" Beethoven, interpretada per Constance Money. El coronel Pickering de Shaw aquí es converteix en Geraldine Rich, interpretada per Jacqueline Beudant. A mesura que es desenvolupen els esdeveniments, Misty aconsegueix "elevació" millor del que Love i Rich havien esperat, i després els talla. Misty torna, però, dirigint l'"escola" i prenent el relleu del Dr. Love, deixant-lo en una posició molt subordinada.

## Repartiment
- Constance Money com Misty Beethoven
- Jamie Gillis com el Dr. Seymour Love
- Calvin Culver (també conegut com Casey Donovan) com a Jacque Beudant, marxant d'art
- Jacqueline Beudant com a Geraldine Rich
- Gloria Leonard com a Barbara Layman
- Terri Hall com a Tanya

## Restauració de 2012
El 2012, DistribPix va supervisar una restauració completa de la pel·lícula, amb la total col·laboració del director. El resultat va tenir una exposició limitada als cinemes, però el principal resultat del projecte van ser els primers llançaments oficials de DVD i Blu-ray.

## Premis
Premis de l'Adult Film Association of America:
- Millor pel·lícula[21][22][23]
- Millor Director (Radley Metzger com "Henry Paris")[21][22][23]
- Millor Actor (Jamie Gillis)[4][24]
- Millor guió (Radley Metzger com "Jake Barnes")[23]
- Millor edició (Bonnie Karrin)[22][25]

### Altres premis
- 2002 Premis AVN - "Millor clàssic en DVD"[26]
- La pel·lícula va ser una de les primeres a ser inclosa al Saló de la fama de XRCO.[27]

## Banda sonora
Durant la restauració de la pel·lícula el 2012, es va publicar un CD banda sonora totalment anotada.
| Núm. | Títol                            | Durada |
| ---- | -------------------------------- | ------ |
| 1.   | «The Absolute Nadir Of Passion»  | 0:25   |
| 2.   | «Mighty Atom»                    | 2:55   |
| 3.   | «Let's Get You Undressed»        | 0:45   |
| 4.   | «Bourbon»                        | 3:37   |
| 5.   | «New York vs. Rome»              | 0:05   |
| 6.   | «William Tell Overture - Finale» | 3:44   |
| 7.   | «Happy Landings»                 | 0:14   |
| 8.   | «Glass Tubes»                    | 3:20   |
| 9.   | «Ripe Mango, Take Two»           | 0:05   |
| 10.  | «Confunktion»                    | 4:33   |
| 11.  | «Regarding Aquarians»            | 0:11   |
| 12.  | «The Fuzz»                       | 0:15   |
| 13.  | «Say We Had Fun»                 | 2:47   |
| 14.  | «Heat Haze»                      | 2:47   |
| 15.  | «Hyman Mandell»                  | 0:44   |
| 16.  | «Ippica / Going Great»           | 2:28   |
| 17.  | «Jamaican Cigars»                | 0:12   |
| 18.  | «Giovane Flirt»                  | 3:21   |
| 19.  | «That Perilous Journey»          | 0:13   |
| 20.  | «Rebel»                          | 4:11   |
| 21.  | «Stay! You Can Have Caesar!»     | 0:11   |
| 22.  | «Teorma / Thin Ice»              | 2:04   |
| 23.  | «Is That Your Real Name?»        | 0:11   |
| 24.  | «Door To Paradise»               | 2:43   |
| 25.  | «Birth Of A Generation»          | 2:44   |
| 26.  | «The Big One»                    | 4:07   |
| 27.  | «Hombre Solo»                    | 2:04   |
| 28.  | «George Craig Interview»         | 20:00  |

## Remake
El 2004, es va estrenar Misty Beethoven: The Musical!, un remake musical. Va comptar amb Sunset Thomas, Randy Spears, Julie Meadows, Asia Carrera, Chloe, Dave Cummings, Mike Horner, Evan Stone i Tyce Bune. Fou diriida per Veronica Hart. Va guanyar els Premis XRCO de 2004 a la millor comèdia o paròdia i els 2005 Premi AVN a la millor comèdia sexual.